# Jan Zaremba (1874–1939)
Jan Zaremba (ur. 24 maja 1874 w Tczewie, zm. 20 października 1939 tamże) – ksiądz, pedagog i działacz narodowy.

## Życiorys
Urodził się w rodzinie kolejarza Jana Zaremby i Marii ze Znanieckich. Od 1886 pobierał naukę w progimnazjum Collegium Marianum w Pelplinie, od 1892 uczył się w gimnazjum w Starogardzie, w którym zdał egzamin dojrzałości (1895). Prawdopodobnie należał do filomackiego koła „Rzeczpospolita”. W 1895 rozpoczął naukę w Seminarium Duchownym w Pelplinie. 1 kwietnia 1899 w seminaryjnej kaplicy św. Barbary otrzymał święcenia kapłańskie. 3 kwietnia 1899, w kościele Trójcy Świętej w Kościelnej Jani, odprawił mszę prymicyjną. Następnie, w celu uzyskania patentu nauczyciela szkół średnich, na Uniwersytecie w Monachium studiował matematykę, filologię i nauki przyrodnicze. W 1903 złożył egzamin państwowy pro facultate docendi. Przez krótki okres był wikariuszem parafii św. Marii Magdaleny w Zakrzewie k. Złotowa, później w parafii św. Bartłomieja w Chełmoniu k. Kowalewa. Od 1904 rozpoczął nauczanie matematyki i nauk przyrodniczych w Collegium Marianum w Pelplinie. W latach poprzedzających 1918 promował polską kulturę, wprowadzając – wbrew niemieckim władzom – język polski jako wykładowy. Był członkiem Towarzystwa Naukowego w Toruniu (1918–1933). W 1919 zaangażował się w tworzenie polskiej oświaty na Pomorzu. 24 stycznia 1920 został dyrektorem nowo utworzonego męskiego Seminarium Nauczycielskiego w Lubawie. W kwietniu 1922 powrócił do nauczania w Collegium Marianum w Pelplinie. W 1933 przeszedł na emeryturę. Został uhonorowany przez biskupa Stanisława Okoniewskiego tytułem radcy duchownego ad honores.
Po wybuchu II wojny światowej, 20 października 1939, został aresztowany przez Niemców i przewieziony wraz z innymi kapłanami do koszar wojskowych w Tczewie, tam był katowany, a następnie rozstrzelany. W końcu października 1945 ekshumowano pomordowanych tczewian i pelplińskich księży. Ciało ks. Jana Zaremby rozpoznano w grobie odległym kilometr od koszar na terenie tzw. prochowni. 15 listopada 1945 pomordowanych kapłanów pochowano na cmentarzu w Pelplinie.

## Odznaczenia
- Złoty Krzyż Zasługi (8 lutego 1930)[4]